# Монофилия
Монофили́я (др.-греч. μόνος — «один», и φυλή — «семейный клан») — происхождение всех представителей таксона от одного общего предка, когда данный таксон включает в себя всех потомков соответствующего общего предка. Противопоставляется парафилии, когда к данному таксону относят только часть потомков последнего общего предка, и полифилии, когда различные группы, принадлежащие данному таксону, имеют различное происхождение (являются потомками двух и более неродственных групп). Согласно современным представлениям, монофилетической в биологической систематике называют группу, включающую всех известных потомков гипотетического ближайшего предка, общего только для членов этой группы и ни для кого другого. Иногда монофилию в смысле принятого определения называют голофилией (см. ниже).

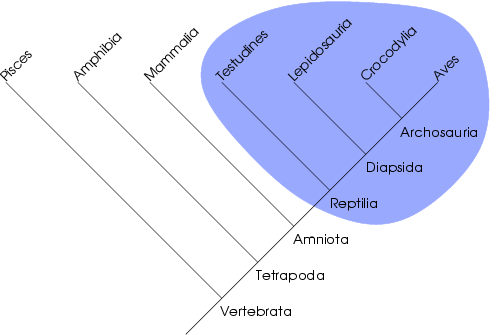
Группа Рептилии|рептилий (Reptilia) может считаться монофилетической, если включить в её состав Птицы|птиц (Aves) (в качестве одной из подгрупп архозавров, Archosauria)

В идеале, вся система живых организмов должна состоять из одних лишь монофилетических групп, поскольку только в отношении таких групп можно формулировать содержательные обобщения и только в их пределах возможны обоснованные экстраполяции. На деле многие группы оказываются не-монофилетическими (парафилетическими или полифилетическими). Учёные-систематики постоянно занимаются ревизией системы живых организмов с целью поиска не-монофилетических групп и их расформирования. Если полифилетические группы стали рассматривать как неприемлемые уже в начале XX века, то проблема парафилии была осознана значительно позже. Парафилетические группы долгое время смешивали с монофилетическими, поскольку до широкого распространения кладистического анализа в 1970-х годах разница между ними не казалась существенной.
Парафилетическую группу можно получить путём исключения из монофилетической группы одной монофилетической подгруппы. Например, если изъять из монофилетической группы рептилий (на иллюстрации закрашена голубым) птиц и выделить их в отдельный класс, то в таком виде группа Reptilia окажется парафилетической, поскольку не будет включать в себя всех потомков ближайшего общего предка подгрупп, входящих в неё (черепах, чешуйчатых рептилий и крокодилов). Это означает, что группа рептилий (без птиц) не может быть положительно охарактеризована синапоморфиями. Общие особенности, присущие рептилиям-без-птиц, будут состоять в отсутствии характерных особенностей птиц, при наличии неких фундаментальных сходств с птицами, унаследованными от общего предка всей группы в целом. Ещё сильнее заметен остаточный принцип формирования парафилетических групп на примере беспозвоночных. По сути, беспозвоночные — это любые животные, кроме тех, кто имеет позвоночник. Как понятно, содержательность таких остаточных определений (на основе отсутствия характерных особенностей) крайне низка.

## Монофилия в широком смысле
В некоторых школах систематики (так называемая традиционная систематика, или эволюционная таксономия) парафилетические группы рассматриваются как один из вариантов монофилетических. Специально для этого был придуман термин «голофилия». Согласно представлениям сторонников эволюционной таксономии, монофилия (происхождение таксона от общего предка) делится на голофилию (когда таксон включает в себя общего предка и всех его потомков) и парафилию (когда таксон включает в себя общего предка и некоторых, но не всех его потомков). Однако, в связи с ослаблением позиций эволюционной таксономии в академической среде, термин «голофилия» практически вышел из употребления в международной литературе. Вместе с тем, в России, где распространение кладистического анализа идёт замедленными темпами, этот термин всё ещё имеет достаточно широкое хождение.